# Andreas Steinhuber
Andreas Steinhuber S.J. (ur. 11 listopada 1824 w Uttlau, zm. 15 października 1907 w Rzymie) – niemiecki duchowny katolicki, wysoki urzędnik Kurii Rzymskiej, kardynał.

## Życiorys
Do kapłaństwa przygotowywał się w seminarium w rodzinnej diecezji Pasawa, a także w Rzymie w Kolegium Germańskim (1845-1854). Po święceniach pracował jako katecheta dzieci księcia Maksymiliana Bawarskiego. Studiował także prawo na Uniwersytecie w Monachium. W 1854 wstąpił do jezuitów. Jeszcze przed ukończeniem nowicjatu zakonnego, został rektorem Kolegium Germańskiego w Rzymie, pełniąc tę funkcję w latach 1867-1880. Następnie został mianowany przez papieża teologiem i konsultorem nadzwyczajnych spraw kościelnych. Jako konsultant współpracował również z Kongregacjami Rozkrzewiania Wiary i Świętą Inkwizycją. Był następnie profesorem filozofii i teologii na uniwersytecie w Innsbrucku. 
18 maja 1894 papież Leon XIII ogłosił, iż to właśnie on był kardynałem in pectore z konsystorza ze stycznia 1893. Jako kardynał diakon objął w 1895 rządy w Świętej Kongregacji Odpustów i Świętych Relikwii. 1 października 1896 mianowany prefektem Świętej Kongregacji Indeksu. Na urzędzie tym pozostał do śmierci. Umarł jako kardynał protodiakon i pochowany został na Campo Verano.
Kardynał był wielkim przeciwnikiem modernizmu. W związku z tym zachęcał bardzo papieża św. Piusa X do wydania encykliki Pascendi Dominici Gregis.